# Роялізм
Роялі́зм (фр. royalisme, від royal — «королівський») — прихильність до конкретного монарха або династії; виник у період Французької революції для позначення прихильників династії Бурбонів (кінець XVIII ст.). У ширшому розумінні роялізм це теж саме що й монархізм.

## Джерело
- UAPedia.com.ua